# John Seymour, 4:e hertig av Somerset
John Seymour, 4:e hertig av Somerset, född före 1646, död den 29 april 1675, var en engelsk ädling. Han var den ende överlevande sonen till William Seymour, 2:e hertig av Somerset och lady Frances Devereux.
Seymour invaldes i underhuset för Marlborough 1661 och tog sitt inträde vid Gray's Inn 1666. Han ärvde hertigtiteln efter sin brorson 1671. År 1656 hade han gift sig med Sarah Alston, men han dog barnlös och begravdes i katedralen i Salisbury. Titeln gick vidare till hans släkting Francis Seymour, 3:e baron Seymour av Trowbridge.